# Dystrykt Chagai
Dystrykt Chagai (beludżi: ضِلع چاغى) – dystrykt w południowo-zachodnim Pakistanie w prowincji Beludżystan. W 1998 roku liczył 202 564 mieszkańców (z czego 53,68% stanowili mężczyźni) i obejmował 29 746 gospodarstw domowych. Siedzibą administracyjną dystryktu jest Chagai.